# Jerami Grant
Houston Jerami Grant (Portland, 12 maart 1994) is een Amerikaans basketballer.

## Carrière
Grant speelde collegebasketbal voor de Syracuse Orange van 2012 tot 2014. In 2014 nam hij deel aan de NBA draft waar hij als 39e in de tweede ronde werd gekozen door de Philadelphia 76ers. Hij nam met de de Philadelphia 76ers deel aan de NBA Summer League waarna hij op 29 september 2014 een contract bij de Sixers. Hij speelde twee seizoenen voor de 76ers waarbij hij in zijn tweede seizoen regelmatig starter was. 
Hij werd aan het begin van het seizoen 2016/17 geruild naar de Oklahoma City Thunder voor een toekomstige draft pick en Ersan İlyasova.
Bij de Thunder was hij de eerste twee seizoenen enkel invaller. Op het einde van het seizoen 2017/18 tekende Grant een nieuw contract bij de Oklahoma City Thunder. In zijn derde seizoen in Oklahoma veroverde hij een basisplaats en speelde 77 keer van de 80 keer dat hij dat seizoen speelde als starter. Hij werd aan het eind van het seizoen, op 8 juli 2019, geruild naar de Denver Nuggets voor een toekomstige draftkeuze. Bij de Nuggets speelde hij enkele keren als starter maar moest vaak tevreden zijn met beurten op de bank, hij speelde in totaal 71 keer dat regulier seizoen maar kende een veel betere play-offserie. De Nuggets konden zich, na winst tegen de Utah Jazz en de Los Angeles Clippers plaatsen voor de finale van de Western Conference. In deze finale verloren ze met 4-1 van de Los Angeles Lakers, de latere NBA-kampioen van 2020. Grant speelde in deze playoffs negentien wedstrijden waarvan zestien als starter. 
Hij werd aan het einde van het seizoen geruild naar de Detroit Pistons samen met Nikola Radičević voor een geldbedrag. Bij de Pistons speelde hij 54 wedstrijden in 2020/21 en allemaal als starter. Hij was hierbij goed voor een gemiddelde van 4,6 rebounds, 2,8 assists en 22,3 punten per wedstrijd. Op het einde van dit seizoen eindigde Grant op de 2e plaats in de verkiezing van NBA Most Improved Player Award, achter Julius Randle. In 2021 nam Grant met het Amerika deel aan de uitgestelde Olympische Zomerspelen in Tokio. Grant kreeg op deze Spelen beperkte speeltijd in slechts 4 wedstrijden, maar hij mocht zo met zijn landgenoten toch een Olympische gouden medaille mee naar huis nemen. Tijdens het seizoen 2021/22 speelde Grant als gevolg van enkele blessure slechts 47 wedstrijden.
Op 6 juli 2022 werd hij, samen met samen met Ismael Kamagate, geruild naar de Portland Trail Blazers voor Gabriele Procida en enkele draftkeuzes. In Portland speelt Grant steeds als basisspeler. Grant tekende in juli 2023 een nieuw verlengd contract bij de Trail Blazers.

## Privéleven
Zijn vader Harvey Grant was een basketballer net zoals diens tweelingbroer Horace Grant. Hij heeft zelf drie broers waarvan twee Jerai Grant en Jerian Grant ook basketballers zijn.

## Erelijst
- Olympische Spelen: 2020

## Statistieken
| Legenda | Legenda                | Legenda | Legenda                 | Legenda | Legenda               |
| ------- | ---------------------- | ------- | ----------------------- | ------- | --------------------- |
| WG      | Wedstrijden gespeeld   | WS      | Wedstrijden als starter | MPW     | Minuten per wedstrijd |
| FG%     | Fieldgoal-percentage   | 3P%     | Drie-punterpercentage   | VW%     | Vrije-worppercentage  |
| RPW     | Rebounds per wedstrijd | APW     | Assists per wedstrijd   | SPW     | Steals per wedstrijd  |
| BPW     | Blocks per wedstrijd   | PPW     | Punten per wedstrijd    | Vet     | Hoogste in carrière   |

### Regulier seizoen
| Seizoen  | Team                   | WG  | WS  | MPW  | FG%  | 3P%  | FW%  | RPW | APW | SPW | BPW | PPW  |
| -------- | ---------------------- | --- | --- | ---- | ---- | ---- | ---- | --- | --- | --- | --- | ---- |
| 2014/15  | Philadelphia 76ers     | 65  | 11  | 21,2 | 35,2 | 31,4 | 59,1 | 3,0 | 1,2 | 0,6 | 1,0 | 6,3  |
| 2015/16  | Philadelphia 76ers     | 77  | 52  | 26,8 | 41,9 | 24,0 | 65,8 | 4,7 | 1,8 | 0,7 | 1,6 | 9,7  |
| 2016/17  | Philadelphia 76ers     | 2   | 0   | 20,5 | 35,3 | 0,0  | 50,0 | 3,5 | 0,0 | 0,0 | 2,0 | 8,0  |
| 2016/17  | Oklahoma City Thunder  | 78  | 4   | 19,1 | 46,9 | 37,7 | 61,9 | 2,6 | 0,6 | 0,4 | 1,0 | 5,4  |
| 2017/18  | Oklahoma City Thunder  | 81  | 1   | 20,3 | 53,5 | 29,1 | 67,5 | 3,9 | 0,7 | 0,4 | 1,0 | 8,4  |
| 2018/19  | Oklahoma City Thunder  | 80  | 77  | 32,7 | 49,7 | 39,2 | 71,0 | 5,2 | 1,0 | 0,8 | 1,3 | 13,6 |
| 2019/20  | Denver Nuggets         | 71  | 24  | 26,6 | 47,8 | 38,9 | 75,0 | 3,5 | 1,2 | 0,7 | 0,8 | 12,0 |
| 2020/21  | Detroit Pistons        | 54  | 54  | 33,9 | 42,9 | 35,0 | 84,5 | 4,6 | 2,8 | 0,6 | 1,1 | 22,3 |
| 2021/22  | Detroit Pistons        | 47  | 47  | 31,9 | 42,6 | 35,8 | 83,8 | 4,1 | 2,4 | 0,9 | 1,0 | 19,2 |
| 2022/23  | Portland Trail Blazers | 63  | 63  | 35,6 | 47,5 | 40,1 | 81,3 | 4,5 | 2,4 | 0,8 | 0,8 | 20,5 |
| 2023/24  | Portland Trail Blazers | 54  | 54  | 33,9 | 45,1 | 40,2 | 81,7 | 3,5 | 2,8 | 0,8 | 0,6 | 21,0 |
| 2024/25  | Portland Trail Blazers | 47  | 47  | 32,4 | 37,3 | 36,5 | 84,9 | 3,5 | 2,1 | 0,9 | 1,0 | 14,4 |
| Carrière | Carrière               | 719 | 434 | 27,9 | 44,9 | 36,4 | 75,3 | 3,9 | 1,6 | 0,7 | 1,0 | 13,1 |

### Play-offs
| Seizoen  | Team                  | WG | WS | MPW  | 2P%  | 3P%  | FW%  | RPW | APW | SPW | BPW | PPW  |
| -------- | --------------------- | -- | -- | ---- | ---- | ---- | ---- | --- | --- | --- | --- | ---- |
| 2016/17  | Oklahoma City Thunder | 5  | 0  | 22,2 | 61,3 | 33,3 | 85,7 | 3,8 | 0,8 | 0,2 | 0,4 | 9,2  |
| 2017/18  | Oklahoma City Thunder | 6  | 0  | 22,2 | 51,4 | 25,0 | 45,5 | 3,3 | 1,0 | 0,7 | 0,5 | 7,2  |
| 2018/19  | Oklahoma City Thunder | 5  | 5  | 35,2 | 50,0 | 45,0 | 69,2 | 5,6 | 0,8 | 0,6 | 2,0 | 11,6 |
| 2019/20  | Denver Nuggets        | 19 | 16 | 34,4 | 40,6 | 32,6 | 88,9 | 3,3 | 1,3 | 0,6 | 0,8 | 11,6 |
| Carrière | Carrière              | 35 | 21 | 30,7 | 45,6 | 34,1 | 80,0 | 3,7 | 1,1 | 0,5 | 0,9 | 10,5 |